# Enric Prat de la Riba

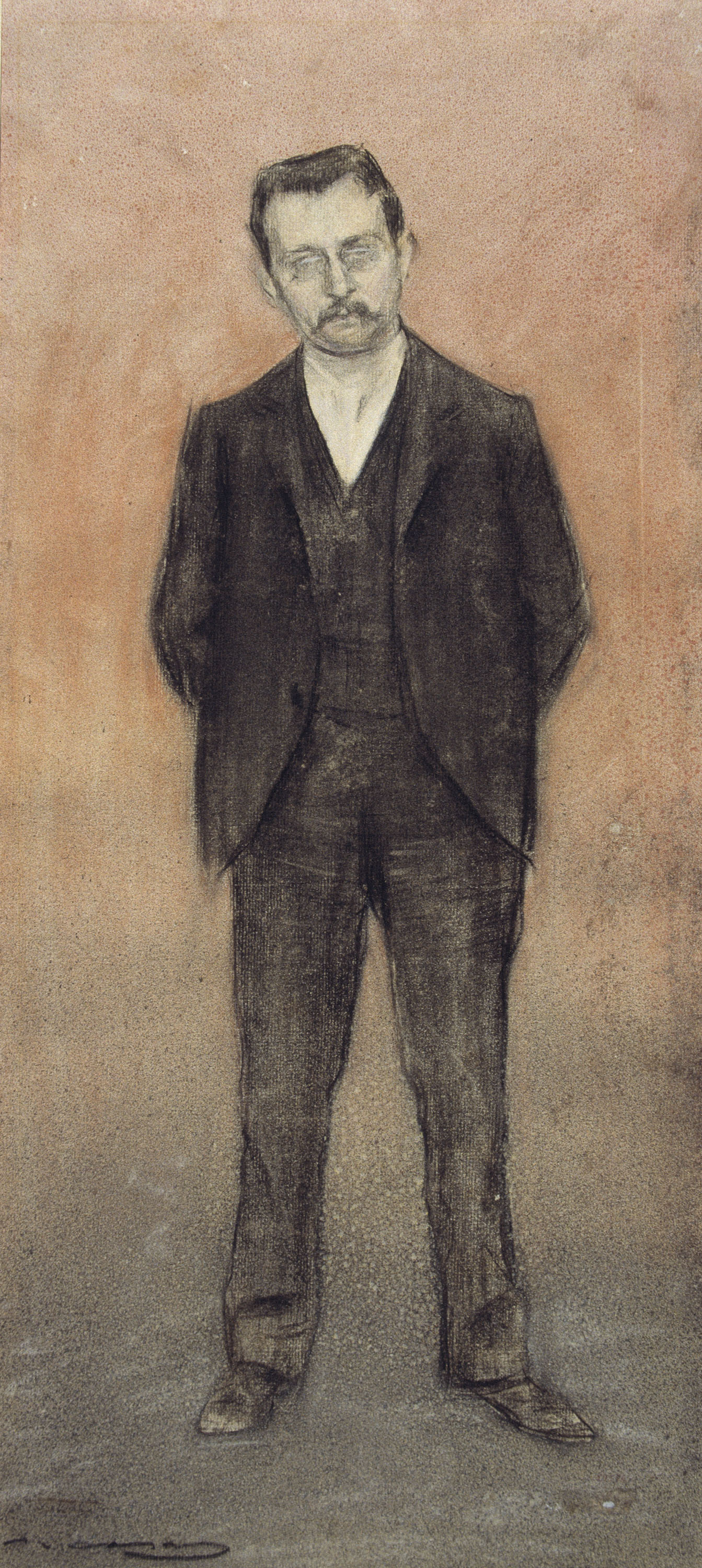
Prat de la Riba vom Ramon Casas (MNAC).

Enric Prat de la Riba i Sarrà (* 29. November 1870 in Castellterçol; † 1. August 1917 ebenda) war der erste Präsident der Mancomunitat de Catalunya (des „Gemeinwesens von Katalonien“) und einer der Stimmführer des neu erwachten katalanischen Nationalgefühls an der Wende zum 20. Jahrhundert.

## Leben
Als Sohn aus begüterter Familie studierte Enric Prat de la Riba Rechtswissenschaften in Barcelona und Madrid. 1887 trat in das Centre Escolar Catalanista ein, von dem eine erste Definition des Katalanismus ausging. 1890 wurde er zum Präsidenten dieser Einrichtung ernannt. Im Jahr 1892 nahm er als Sekretär an der Versammlung teil, die die Bases de Manresa verfasste, ein wichtiges Dokument der katalanischen Autonomiegeschichte.
Als Präsident der Diputació de Barcelona gründete er im Jahr 1907 das Institut für katalanische Studien – das Institut d’Estudis Catalans. Ebenso regte er die Gründung der Mancomunitat de Catalunya an, deren erster Präsident er vom 6. April 1914 bis zu seinem Tod war. Die Mancomunitat de Catalunya zeichnete verantwortlich für den Bau wichtiger Infrastrukturprojekte und den Aufbau ziviler und kultureller Einrichtungen und Institutionen, die teilweise heute noch Bestand haben.
Prat de la Riba hatte einige Posten innerhalb der Unió Catalanista inne, von denen aus er das katalanistische Bewusstsein mit dem Verfassen von Manifesten zu wecken versuchte, u. a. Missatge al Rei dels Hel·lens im Jahr 1897. Andere katalanistische Schriften von seiner Hand sind das Compendi de la doctrina catalanista, Compendi de la Història de Catalunya und die Anregung zur Gründung der Zeitung La Renaixença. Auch das Werk La nacionalitat catalana aus dem Jahr 1906 stammt von ihm. Er starb 1917 und wurde auf dem Cementiri de Montjuïc begraben.